# Arodi
Arodi ou Arod est un fils de Gad fils de Jacob et de Zilpa. Ses descendants s'appellent les Arodites.

## Arodi et ses frères
Arodi ou Arod a pour frères Tsiphiôn ou Tsephôn, Haggui, Shouni, Etsbôn ou Ozni, Éri, Aréli,.

## Arodi en Égypte
Arodi ou Arod part avec son père Gad et son grand-père Jacob pour s'installer en Égypte au pays de Goshen dans le delta du Nil.
La famille des Arodites dont l'ancêtre est Arodi ou Arod sort du pays d'Égypte avec Moïse,.